# Thinner (oplosmiddel)
Thinner (Engels voor 'verdunner') is een organisch oplosmiddel voor verf op oliebasis. Het bestaat uit een mengsel van vluchtige organische stoffen, waarvan tolueen of xyleen meestal de voornaamste zijn (meer dan 50%), met daarnaast onder andere methylisobutylketon, isopropylalcohol, aceton, isobutylalcohol en butanon. De exacte samenstelling verschilt per fabrikant.
Andere veel gebruikte middelen om verf te verdunnen zijn terpentine (white spirit) en wasbenzine.
Thinner is behalve als verfverdunner ook geschikt als reiniger en ontvetter. Lijm, ook secondelijm, is er grondig mee te verwijderen. Sommige ondergronden worden door thinner of aceton onherstelbaar aangetast.
Daarnaast zijn er bepaalde risico's aan het gebruik van thinner. Niet alleen is de vloeistof zeer brandbaar, bij onvoldoende ventilatie kan zich een explosief gasmengsel vormen (zoals vermoedelijk is gebeurd bij de Catshuisbrand). De dampen zijn agressief en giftig en zeer gevaarlijk bij inademen, en kunnen bij langdurige blootstelling tot organisch psychosyndroom leiden (bij hoge concentraties zijn ook acute klachten mogelijk, zoals duizeligheid). Mede om die redenen is het beroepsmatige gebruik van thinner (en veel andere organische oplosmiddelen) in Nederland aan banden gelegd. Thinner mag in Nederland beroepsmatig niet meer inpandig worden gebruikt.
In bouwmarkten worden in plaats van aceton en thinner minder giftige 'eko' varianten aangeboden.